# ザビール
ザビール (Zabeel) はニュージーランド生産、オーストラリア調教の競走馬、種牡馬である。種牡馬としてオクタゴナル、マイトアンドパワー、ヴェンジェンスオブレインなどオセアニア産の歴史的名馬を輩出した。シャトル種牡馬としてオセアニアで大きな成功を収めたデインヒルとともに、1990年代の南半球を代表する種牡馬である。1997/1998-1998/1999年シーズン・オーストラリアリーディングサイアー、1997/1998-2000/2001年シーズン・ニュージーランドリーディングサイアー。
父は「南半球のノーザンダンサー」とも呼ばれた大種牡馬サートリストラム。半弟にオーストラリアンギニー (G1) の優勝馬バリシニコフ（父・ケンマール）がいる。

## 経歴
（記述中の「G1」には各国の国内G1を含む）
競走馬時代はオーストラリアで過ごし、ビクトリア州をベースに4歳春まで走り19戦7勝。うちオーストラリアンギニーを含む重賞4勝を挙げているが、オーストラリアのダービーに当たるオーストラリアンダービーは5着、オーストラリア最強馬決定戦のコックスプレートでは14着と、超一流には少し足りない競走馬だった。
1991年の競走馬引退後は、ニュージーランドのケンブリッジスタッドで種牡馬となったが、初年度産駒からオクタゴナルがカンタベリーギニー、オーストラリアンダービー、ローズヒルギニーのシドニー三冠（事実上のオーストラリア3歳三冠）を達成するなど大レースを次々と制し、G1競走10勝を挙げる。さらに2年目の産駒マイトアンドパワーも古馬G1を総なめにする活躍を見せ、この2世代だけで6頭の産駒がG1競走を24勝という驚異的な滑り出しを見せた。以後もオーストラリアンダービー、コーフィールドカップなどG1競走4勝を挙げたスカイハイツなどの名馬を輩出し続け、一時より衰退の兆しを見せていた父サートリストラムの父系を復興させるとともに、オセアニア種牡馬の代名詞としてデインヒルと並び称される存在となった。
代表産駒オクタゴナルは父として2003/2004年シーズンの年度代表馬ロンロを送り出した。また同馬はシャトル種牡馬としてフランスでも種付けを行い、同地で生まれた産駒の中からレイヴロックがイスパーン賞を制し、ザビール系から初めてヨーロッパのG1優勝馬を出している。
孫のロンロがオーストラリアリーディングサイアーとなった2011-2012年シーズンも9位につけるなど、高齢になっても活躍馬を出しつづけたが、2013-2014年シーズンに種付けした30頭がすべて不受胎になったことから、種牡馬を引退した。引退後も引き続きケンブリッジスタッドで繋養された。引退時点のG1勝ち馬は43頭、重賞勝ち馬は100頭というものであった。
2015年9月26日に死亡。
死後も残した産駒たちの活躍は続き、2016年6月11日のクイーンズランドオークスをプロヴォケイティヴ（Provocative）が
、2017年3月16日のARCニュージーランドステークス・2018年2月10日のハービーダイクステークスをリジーラムール（Lizzie l'Amour）が制している。この2頭は2012年生まれであり、初年度から21世代目に当たる。
なおリジーラムールの勝利までで、G1勝ち馬は46頭となる。
ニュージーランドではその功績を記念したG1競走「ザビールクラシック」（2002/2003年シーズンにオークススタッドクラシックより改称）が行われており、改称以降3頭の産駒が優勝している。

## ザビールとデインヒル

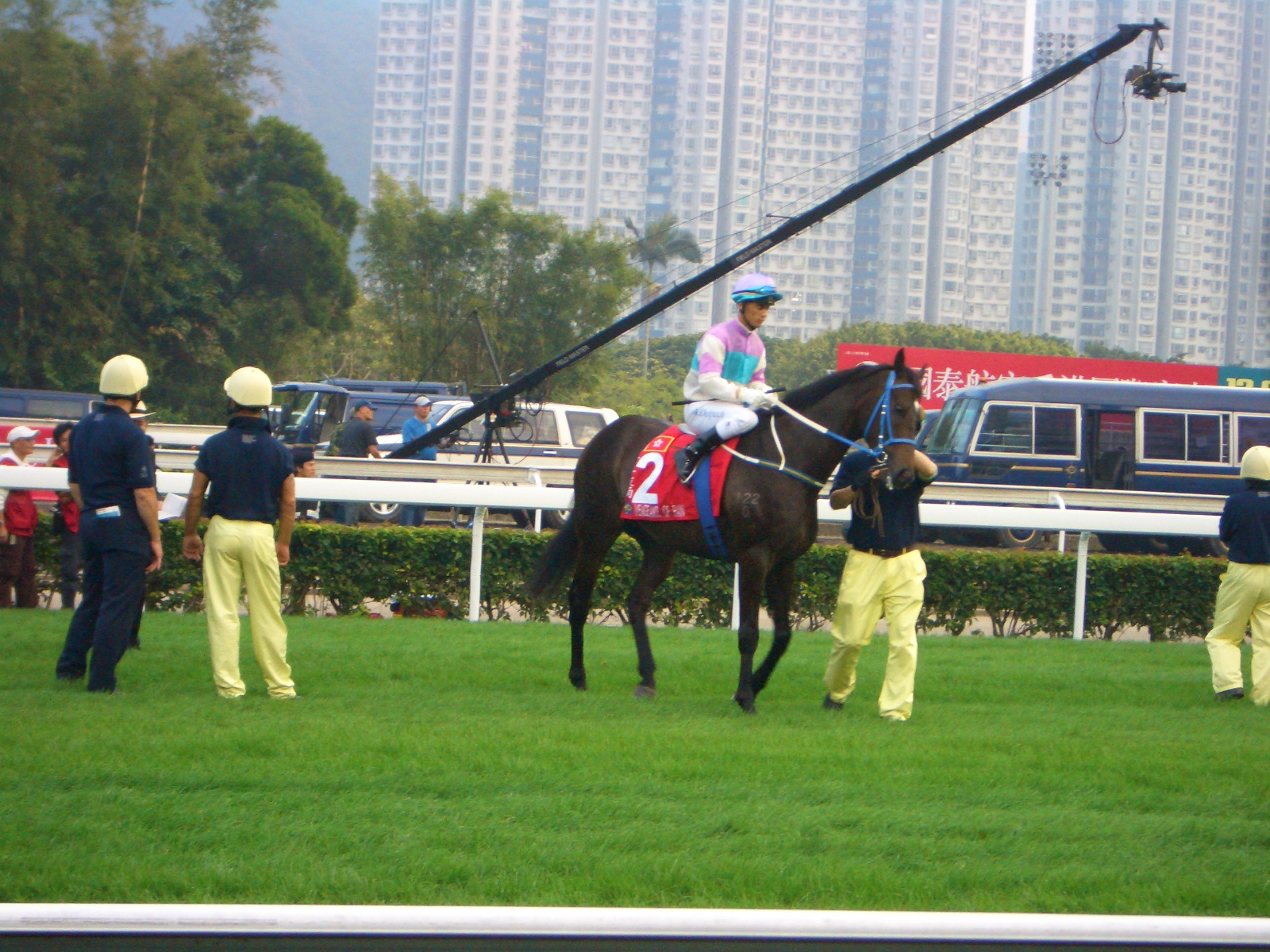
ヴェンジェンスオブレイン

種牡馬としてのライバルであったデインヒルとは対照的な特徴を備え、早熟で短距離戦を得意としたデインヒル産駒に比べ、ザビール産駒は2400メートル以上の距離に強く、オーストラリアのG1競走でとくに権威あるもののうち、メルボルンカップ3勝、コーフィールドカップ3勝、オーストラリアンダービー4勝と、デインヒル産駒に優勝経験のない長距離競走で良績を残している。その反面、2歳G1の最高峰ゴールデンスリッパーステークスではデインヒル産駒が4勝を挙げ、ザビール産駒の優勝はない。また、シャトル種牡馬として世界的に血脈を広げたデインヒルに比べ、ザビール産駒が北半球に渡ることは少なかった。しかし香港所属の産駒ヴェンジェンスオブレインが、 2005年の香港カップ、2007年のドバイシーマクラシックで欧米から出走した強豪を破って優勝し、父の種牡馬能力の一端をうかがわせた。さらに前述オクタゴナルのシャトル派遣などもあり、その血統の優秀性が徐々に北半球にも浸透しつつある。日本においては直仔としての活躍馬はいないが、マイネルチャールズ、マイネヌーヴェルらの母の父として知られる。なお、ザビール、デインヒルはともにホモ鹿毛で栗毛の産駒がいないという点は共通している。

## 主な産駒
※G1優勝産駒のみ記載。括弧内はおもな優勝G1。
- 1992年産
  - Octagonal（G1競走10勝・詳細は同馬の項を参照）
  - ※1995/1996シーズン・オーストラリア年度代表馬、最優秀3歳馬、最優秀短距離馬
  - Jezabeel（メルボルンカップ、オークランドカップ）
  - Cronus（アデレードカップ）
- 1993年産
  - Might and Power（G1競走7勝）
  - ※1997/1998、1998/1999シーズン・オーストラリア年度代表馬
  - Mouawad（MRCフューチュリティーステークス、ジョージライダーステークス、オーストラリアンギニー）
  - Bezeal Bay（エミレーツステークス）
- 1994年産
  - Zonda（ニュージーランドダービー、オークススタッドクラシック）
  - Zacheline（オーストラリアンオークス、クイーンズランドオークス）
  - Champagne（アンセットオーストラリアステークス、マッキノンステークス）
  - Our Unicorn（オークランドカップ）
  - Able Master（オークランドカップ）
- 1995年産
  - Sky Heights（オーストラリアンダービー、ローズヒルギニー、コーフィールドカップ、コーフィールドステークス）
  - Dignity Dancer（オーストラリアギニー、スプリングチャンピオンステークス）
  - Influry（VATC1000ギニー）
- 1996年産
  - Dress Circle（メトロポリタンハンデキャップ）
  - Grand Echezeaux（オーストラリアンオークス）
  - Hill of Grace（アンセットオーストラリアステークス）
- 1998年産
  - Don Eduardo（オーストラリアンダービー）
- 1999年産
  - Lashed（ザビールクラシック、WaikRCインターナショナルステークス、ニュージーランドステークス）
  - St.Leims（ニュージーランドダービー、ザビールクラシック）
  - Bazelle（オークランドカップ、ザビールクラシック）
  - Galic（シドニーカップ）
  - Zagalia（クイーンズランドオークス）
  - Shower of Roses（アローフィールドスタッドステークス）
- 2000年産
  - Vengence of Rain（G1競走6勝・詳細は同馬の項を参照）
  - ※2006/2007年シーズン・香港年度代表馬
  - Greys Inn（サウスアフリカンクラシック、サウスアフリカンダービー、ダーバンジュライ、デイリーニュース2000）
  - Reset（MRCフューチュリティーステークス、オーストラリアンギニー）
  - Lad of the Manor（マッキノンステークス）
  - Vouvray（クイーンズランドオークス）
  - Uneathly（フライトステークス）
- 2001年産
  - Savabeel（コックスプレート、スプリングチャンピオンステークス）
  - Railings（メトロポリタンステークス、コーフィールドカップ）
  - Dizelle（オーストラリアンオークス）
  - Chaval De Troy（レディースパースハンデキャップ）
- 2002年産
  - Packing Winner（チャンピオンズアンドチャターカップ）
- 2003年産
  - Efficient（メルボルンカップ、ビクトリアダービー）
  - Fiumicino（オーストラリアンダービー）

## 血統表
| ザビールの血統                         | ザビールの血統                                  | ザビールの血統                                  | （血統表の出典）                                | （血統表の出典） |
| 父系                                   | サートリストラム系                              | サートリストラム系                              | サートリストラム系                              | [ § 2 ]          |
| 父 Sir Tristram 1971 鹿毛 アイルランド | 父の父Sir Ivor 1965 鹿毛 アメリカ               | Sir Gaylord                                     | Turn-to                                         | Turn-to          |
| 父 Sir Tristram 1971 鹿毛 アイルランド | 父の父Sir Ivor 1965 鹿毛 アメリカ               | Sir Gaylord                                     | Somethingroyal                                  |                  |
| 父 Sir Tristram 1971 鹿毛 アイルランド | 父の父Sir Ivor 1965 鹿毛 アメリカ               | Attica                                          | Mr. Trouble                                     | Mr. Trouble      |
| 父 Sir Tristram 1971 鹿毛 アイルランド | 父の父Sir Ivor 1965 鹿毛 アメリカ               | Attica                                          | Athenia                                         |                  |
| 父 Sir Tristram 1971 鹿毛 アイルランド | 父の母Isolt 1961 鹿毛 アメリカ                  | Round Table                                     | Princequillo                                    | Princequillo     |
| 父 Sir Tristram 1971 鹿毛 アイルランド | 父の母Isolt 1961 鹿毛 アメリカ                  | Round Table                                     | Knight's Daughter                               |                  |
| 父 Sir Tristram 1971 鹿毛 アイルランド | 父の母Isolt 1961 鹿毛 アメリカ                  | All My Eye                                      | My Babu                                         | My Babu          |
| 父 Sir Tristram 1971 鹿毛 アイルランド | 父の母Isolt 1961 鹿毛 アメリカ                  | All My Eye                                      | All Moonshine                                   |                  |
| 母 Lady Giselle 1982 鹿毛 フランス     | 母の父Nureyev 1977 鹿毛 アメリカ                | Northern Dancer                                 | Nearctic                                        | Nearctic         |
| 母 Lady Giselle 1982 鹿毛 フランス     | 母の父Nureyev 1977 鹿毛 アメリカ                | Northern Dancer                                 | Natalma                                         |                  |
| 母 Lady Giselle 1982 鹿毛 フランス     | 母の父Nureyev 1977 鹿毛 アメリカ                | Special                                         | Forli                                           | Forli            |
| 母 Lady Giselle 1982 鹿毛 フランス     | 母の父Nureyev 1977 鹿毛 アメリカ                | Special                                         | Thong                                           |                  |
| 母 Lady Giselle 1982 鹿毛 フランス     | 母の母Valderna 1972 鹿毛 フランス               | Val de Loir                                     | Vieux Manoir                                    | Vieux Manoir     |
| 母 Lady Giselle 1982 鹿毛 フランス     | 母の母Valderna 1972 鹿毛 フランス               | Val de Loir                                     | Vali                                            |                  |
| 母 Lady Giselle 1982 鹿毛 フランス     | 母の母Valderna 1972 鹿毛 フランス               | Derna                                           | Sunny Boy                                       | Sunny Boy        |
| 母 Lady Giselle 1982 鹿毛 フランス     | 母の母Valderna 1972 鹿毛 フランス               | Derna                                           | Miss Barberie                                   |                  |
| 母系(F-No.)                            | (FN:16-c)                                       | (FN:16-c)                                       | (FN:16-c)                                       | [ § 3 ]          |
| 5代内の近親交配                        | Princequillo 5･4（父内）、Sunny Boy 5･4（母内） | Princequillo 5･4（父内）、Sunny Boy 5･4（母内） | Princequillo 5･4（父内）、Sunny Boy 5･4（母内） | [ § 4 ]          |
| 出典                                   | 1. 2. 3. 4.                                     | 1. 2. 3. 4.                                     | 1. 2. 3. 4.                                     | 1. 2. 3. 4.      |

甥にイギリスで重賞2勝を挙げたキングフィッシャーミル、英仏で重賞2勝のウェルビーイングが、姪にオーストラリアでG3に優勝しているクラウンドグローリーがいる。ほか近親に1994年の凱旋門賞優勝馬カーネギーがおり、同馬は種牡馬として日本で繋養されたのちオーストラリアに導入され、同地で人気種牡馬として復活した。